# Actavis

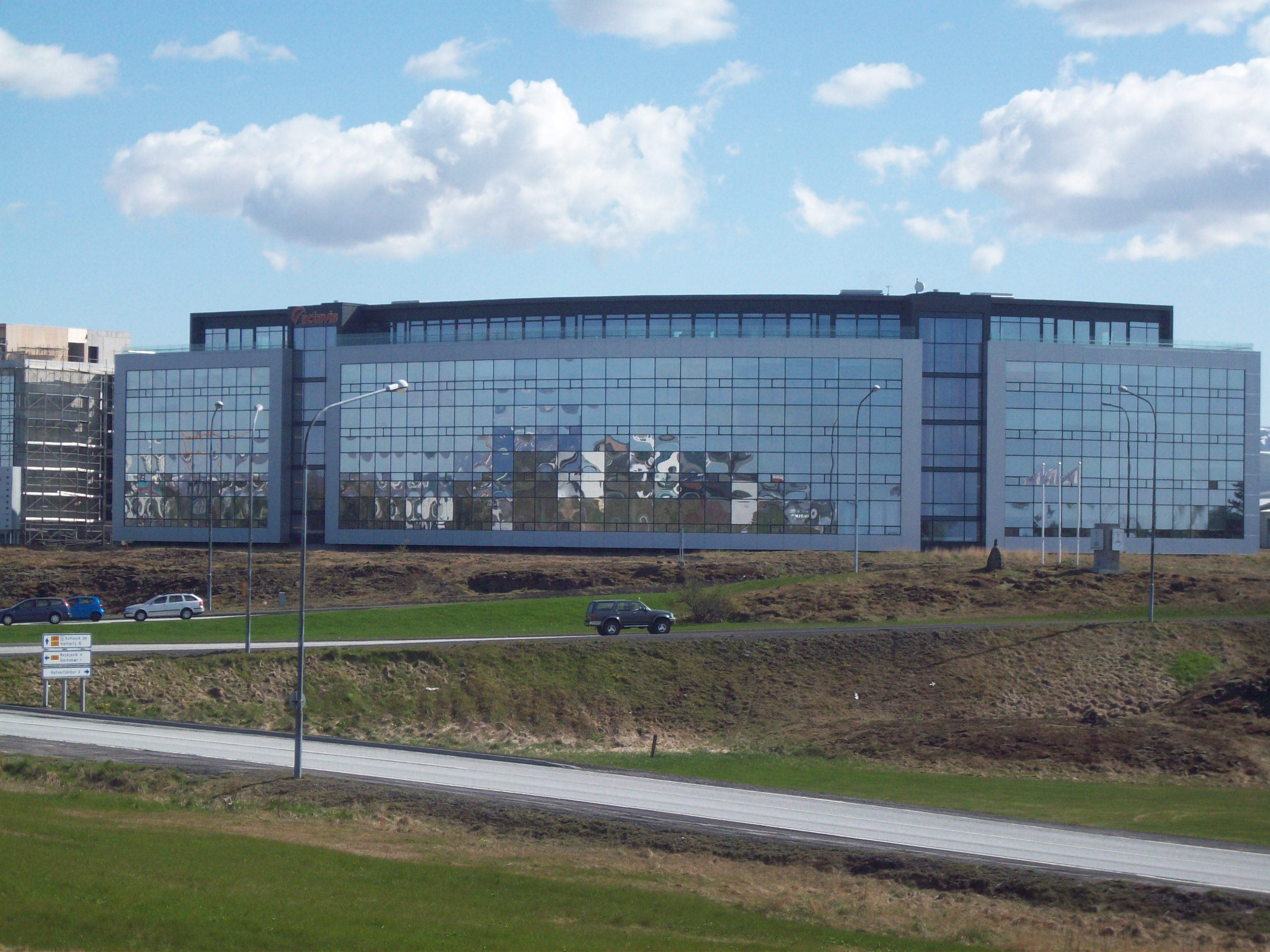
L'ancien siège du groupe Actavis à Hafnarfjörður

Actavis est une entreprise pharmaceutique internationale d'origine américaine. Elle est établie en Irlande, avec son siège administratif aux États-Unis.
En 2013, Actavis est la dix-septième plus grosse entreprise pharmaceutique pour son chiffre d'affaires, et la troisième en ce qui concerne les médicaments génériques qui sont sa principale source de profits.
Cette entreprise a notamment produit des énormes quantités de "painkillers" à savoir l'oxycodone et l'hydrocodone, vendus en masse aux états-unis. Elle fait partie des responsables de la crises des opioïdes. 
Depuis juin 2015, le groupe multinational prend le nom d'Allergan, du nom d'une entreprise qu'il vient d'acquérir, excepté pour les médicaments génériques qui restent commercialisés sous la marque Actavis en Amérique du Nord.

## Histoire
Fondé en 1984, Actavis était à l'origine un laboratoire pharmaceutique islandais commercialisant des génériques. 
En mars 2012, l'entreprise est rachetée par l'entreprise américaine Watson Pharmaceuticals pour 4,25 milliards d'euros. L'achat est finalisé en janvier 2013,.
En mai 2013, après le rejet d'une offre de rachat proposée par Mylan qui valorisait Actavis à 15 milliards de dollars, Actavis annonce une fusion par rachat d'action avec Warner Chilcott, anciennement Galen, pour 5 milliards de dollars (8,5 milliards de dollars si on inclut la dette). La nouvelle entité prendra le nom d'Actavis, son siège social sera situé en Irlande  où Warner Chilcott avait déplacé son siège social en 2010. Les autorités de la concurrence américaines ont donné leur accord à cette fusion après qu'Actavis a accepté de séparer de 4 de ses médicaments.
En février 2014, Actavis annonce qu'il va racheter l'entreprise américaine Forest Laboratories pour 25 milliards de dollars. Les autorités de la concurrence acceptent ce rachat sous la condition de vendre les droits de 4 médicaments.
En octobre 2014, Actavis acquiert Durata Therapeutics (en), spécialisée dans les maladies infectieuses, pour 675 millions de dollars.
En novembre 2014, Actavis acquiert Allergan (qui produit notamment le Botox) pour 64 milliards de dollars. En juin 2015, Actavis prend le nom d'Allergan, à la suite de l'acquisition de cette dernière, sauf pour les génériques en Amérique du Nord, qui reste sous la marque Actavis.